# Stéphane Stoecklin
Stéphane Stoecklin (12 de enero de 1969, Bourgoin-Jallieu, Francia) es un ex-balonmanista francés, que llegó a ser elegido como Mejor jugador del mundo por la IHF en el año 1997. Jugaba en la posición de lateral derecho y la mayor parte de su carrera la desarrolló en Francia.
Disputó 238 partidos con la selección de balonmano de Francia, anotando 898 goles, tercer máximo goleador de la historia de los franceses, por detrás de Jérôme Fernandez y Frédéric Volle.
Participó en los Juegos Olímpicos de 1992 y en los Juegos Olímpicos de 1996, logrando el bronce en Barcelona 1992.

## Equipos
- Chambéry Savoie Handball (1985-1988)
- Montpellier HB (1988-1990)
- USAM Nîmes (1990-1994)
- Paris HB (1994-1996)
- TSV GWD Minden (1996-1998)
- Honda Suzuka (1998-2003)
- Chambéry Savoie Handball (2003-2005)

## Palmarés

### USAM Nîmes
- Liga de Francia (1991 y 1993)
- Copa de Francia (1994)

### Suzuka
- Liga de Japón (1999, 2000, 2001, 2002 y 2003)
- Copa de Japón (1999 y 2003)

### Selección nacional

#### Campeonato del Mundo
- Medalla de plata en el Campeonato del Mundo de 1993
- Medalla de oro en el Campeonato del Mundo de 1995
- Medalla de bronce en el Campeonato del Mundo de 1997

#### Juegos Olímpicos
- Medalla de bronce en los Juegos Olímpicos de 1992
- 4 en los Juegos Olímpicos de 1996

### Consideraciones personales
- IHF Jugador del Año (1997)
- Máximo goleador de la Bundesliga (1998)